# Monteiasi
Monteiasi (im lokalen Dialekt: Muntiasi oder Muntiase) ist eine südostitalienische Gemeinde (comune) in der Provinz Tarent in Apulien. Die Gemeinde liegt etwa 12,5 Kilometer westnordwestlich von Tarent.

## Geschichte
Die Gemeinde entstand 1786 als Lehen der Ungaro.

## Verkehr
Durch die Gemeinde führt ein kleiner Abschnitt der Strada Statale 7 Via Appia Richtung Brindisi. Wenige Kilometer nordwestlich befindet sich der Verkehrsflughafen von Tarent. Der Bahnhof Monteiasi-Montemesola liegt an der Bahnstrecke Taranto–Brindisi.